# برينس جورج (كولومبيا البريطانية)
برنس جورج (بالإنجليزية: Prince George)‏ هي مدينة كندية تقع في شمال مقاطعة كولومبيا البريطانية. تبلغ مساحة هذه المدينة 315.9973 (كم²)، ويبلغ عدد سكانها 88,000 نسمة حسب إحصاء سنة 2012 م، بينما كان يسكنها 72406 نسمة في سنة 2001 م. تحتل هذه المدينة المرتبة رقم 73 بين مدن كندا حسب عدد السكان والمرتبة رقم 15 في المقاطعة. وتشتهر مدينة برنس جورج بوجود جامعة شمال برتش كولومبيا، وبتجارة الخشب، وانتشار الغابات.

## أعلام
- موراي بارون
- تورنر ستيفنسون
- مايو موران
- ستيف كاربنتر
- هارولد مان

## وصلات خارجية
- الأطلس الحكومي لكندا
- إحصاءات كندا مع ساعة تعداد السكان